# Habenaria stenophylla
Habenaria stenophylla är en orkidéart som beskrevs av Victor Samuel Summerhayes. Habenaria stenophylla ingår i släktet Habenaria och familjen orkidéer.
Artens utbredningsområde är Tanzania. Inga underarter finns listade i Catalogue of Life.